# Teodor d'Edessa
Teodor d'Edessa, en llatí Theodorus, en grec antic Θεόδωρος fou un monjo bizantí i després ardiaca, encara que algun historiador diu que en va ser arquebisbe, a l'església de la ciutat d'Edessa. Va viure probablement al segle xii, ja que la presa de la ciutat pels sarraïns no permet que fos posterior. Va escriure Ex Capitibus Theodorusi Edesseni L, segurament en grec, però només se'n conserva la versió llatina.